# موراکامی یوشی‌میتسو
موراکامی یوشی‌میتسو ((به ژاپنی: 村上吉充); سامورایی و ششمین رهبر سپاه دریایی موراکامی اهل ژاپن در اواخر دوره سنگوکو بود. همسر وی دختر نومی مونه‌کاتسو بود.